# Mistrzostwa Polski w piłce nożnej kobiet
Mistrzostwa Polski w piłce nożnej kobiet – prowadzone cyklicznie rozgrywki piłkarskie, mające na celu wyłonienie najlepszej żeńskiej drużyny klubowej w Polsce.

## Historia
Pierwsze, nieoficjalne mistrzostwa Polski piłkarek nożnych (o Puchar PZPN) zorganizowano w 1975 r. Najpierw rywalizacja toczyła w dwóch grupach: północnej i południowej, z których do dalszych zmagań przechodziły po dwie najlepsze drużyny. Następnie odbyła się faza pucharowa – półfinały oraz finał, rozegrany 26 października 1975 na Stadionie Dziesięciolecia w Warszawie, jako przedmecz spotkania eliminacji mistrzostw Europy 1976 seniorskich reprezentacji Polski i Włoch. W inauguracyjnym finale Checz Gdynia pokonała Zakłady Azotowe Puławy 4:0. Gdynianki zwyciężyły również w trzech kolejnych edycjach (w 1977 r. MP nie rozgrywano). W 1979 r. podczas konferencji Głównego Komitetu Kultury Fizycznej i Sportu utworzono Komisję ds. Piłki Nożnej Kobiet oraz postanowiono zorganizować oficjalne mistrzostwa Polski, począwszy od sezonu 1979/80, od razu w formie ligowej (pod nazwą I liga). 8 grudnia 1979 w Gdyni odbyło się spotkanie, na którym jedenaście kobiecych klubów powołało do życia rozgrywki ligowe. Uczestniczyły w nim: Checz Gdynia (gospodarze spotkania), Czarni Sosnowiec, Jawor Skarszewy, Irena Inowrocław, Walter Radom, Wedel Płońsk, Polam Warszawa, Karolina Jaworzyna Śląska, Pafawag Wrocław, Telpod Kraków i Ziemia Tryniecka Tryńcza. Premierową edycję oficjalnych MP kobiet wygrały Czarne Sosnowiec. W 2005 r. zmieniono nazwę najwyższego kobiecego poziomu ligowego, który od sezonu 2005/06 nosi oficjalną nazwę Ekstraliga kobiet.

## Mistrzostwa Polski w piłce nożnej kobiet

### Puchar PZPN (rozgrywki nieoficjalne)[2]
| Rok  | 1. miejsce     | 2. miejsce                | 3. miejsce     |
| ---- | -------------- | ------------------------- | -------------- |
| 1975 | Checz Gdynia   | Zakłady Azotowe Puławy    |                |
| 1976 | Checz Gdynia   |                           |                |
| 1977 | Nie rozgrywano | Nie rozgrywano            | Nie rozgrywano |
| 1978 | Checz Gdynia   |                           |                |
| 1979 | Checz Gdynia   | Karolina Jaworzyna Śląska | Walter Radom   |

### Mistrzostwa Polski
| Sezon | 1. miejsce                      | 2. miejsce                      | 3. miejsce                      |
| ----- | ------------------------------- | ------------------------------- | ------------------------------- |
| 1980  | Czarni Sosnowiec                | Checz Gdynia                    | Polam Warszawa                  |
| 1981  | Czarni Sosnowiec                | Pafawag Wrocław                 | Checz Gdynia                    |
| 1982  | Pafawag Wrocław                 | Iskra Mierzyn                   | Telpod Kraków                   |
| 1983  | Pafawag Wrocław                 | Czarni Sosnowiec                | Telpod Kraków                   |
| 1984  | Czarni Sosnowiec                | Pafawag Wrocław                 | Iskra Mierzyn                   |
| 1985  | Czarni Sosnowiec                | Pafawag Wrocław                 | Zagłębianka Dąbrowa Górnicza    |
| 1986  | Czarni Sosnowiec                | Pafawag Wrocław                 | TKKF Stilon Gorzów Wielkopolski |
| 1987  | Czarni Sosnowiec                | Pafawag Wrocław                 | Piastunki Gliwice               |
| 1988  | Zagłębianka Dąbrowa Górnicza    | Pafawag Wrocław                 | Czarni Sosnowiec                |
| 1989  | Czarni Sosnowiec                | Zagłębianka Dąbrowa Górnicza    | Pafawag Wrocław                 |
| 1990  | Zagłębianka Dąbrowa Górnicza    | Pafawag Wrocław                 | TKKF Stilon Gorzów Wielkopolski |
| 1991  | Czarni Sosnowiec                | Zagłębianka Dąbrowa Górnicza    | TKKF Stilon Gorzów Wielkopolski |
| 1992  | TKKF Stilon Gorzów Wielkopolski | Czarni Sosnowiec                | AZS-AWF Wrocław                 |
| 1993  | Piastunki Gliwice               | TKKF Stilon Gorzów Wielkopolski |                                 |
| 1994  | Piastunki Gliwice               | TKKF Stilon Gorzów Wielkopolski | Czarni Sosnowiec                |
| 1995  | TKKF Stilon Gorzów Wielkopolski | Czarni Sosnowiec                | Sparta Złotów                   |
| 1996  | TKKF Stilon Gorzów Wielkopolski | Czarni Sosnowiec                | Medyk Konin                     |
| 1997  | Czarni Sosnowiec                | TKKF Stilon Gorzów Wielkopolski | Podgórze Kraków                 |
| 1998  | Czarni Sosnowiec                | Podgórze Kraków                 | AZS Wrocław                     |
| 1999  | Czarni Sosnowiec                | Podgórze Kraków                 | Medyk Konin                     |
| 2000  | Czarni Sosnowiec                | AZS Wrocław                     | Savena Warszawa                 |
| 2001  | AZS Wrocław                     | Czarni Sosnowiec                | TKKF Stilon Gorzów Wielkopolski |
| 2002  | AZS Wrocław                     | Czarni Sosnowiec                | Warta Poznań                    |
| 2003  | AZS Wrocław                     | Medyk Konin                     | Czarni Sosnowiec                |
| 2004  | AZS Wrocław                     | Medyk Konin                     | Czarni Sosnowiec                |
| 2005  | AZS Wrocław                     | Czarni Sosnowiec                | Medyk Konin                     |
| 2006  | AZS Wrocław                     | Medyk Konin                     | Czarni Sosnowiec                |
| 2007  | AZS Wrocław                     | Gol Częstochowa                 | Medyk Konin                     |
| 2008  | AZS Wrocław                     | Medyk Konin                     | Unia Racibórz                   |
| 2009  | Unia Racibórz                   | AZS Wrocław                     | Medyk Konin                     |
| 2010  | Unia Racibórz                   | Medyk Konin                     | AZS Wrocław                     |
| 2011  | Unia Racibórz                   | Medyk Konin                     | AZS Wrocław                     |
| 2012  | Unia Racibórz                   | Medyk Konin                     | Górnik Łęczna                   |
| 2013  | Unia Racibórz                   | Medyk Konin                     | Górnik Łęczna                   |
| 2014  | Medyk Konin                     | Górnik Łęczna                   | AZS Wrocław                     |
| 2015  | Medyk Konin                     | Zagłębie Lubin                  | Górnik Łęczna                   |
| 2016  | Medyk Konin                     | Górnik Łęczna                   | Mitech Żywiec                   |
| 2017  | Medyk Konin                     | Górnik Łęczna                   | AZS PWSZ Wałbrzych              |
| 2018  | Górnik Łęczna                   | Czarni Sosnowiec                | Medyk Konin                     |
| 2019  | Górnik Łęczna                   | Medyk Konin                     | Czarni Sosnowiec                |
| 2020  | Górnik Łęczna                   | Medyk Konin                     | Czarni Sosnowiec                |
| 2021  | Czarni Sosnowiec                | UKS SMS Łódź                    | Górnik Łęczna                   |
| 2022  | UKS SMS Łódź                    | Górnik Łęczna                   | Czarni Sosnowiec                |
| 2023  | GKS Katowice                    | Górnik Łęczna                   | UKS SMS Łódź                    |
| 2024  | Pogoń Szczecin                  | GKS Katowice                    | Czarni Sosnowiec                |
| 2025  | GKS Katowice                    | Czarni Sosnowiec                | Pogoń Szczecin                  |

## Klasyfikacja medalowa
Stan po MP 2025
| Lp.     | Klub                            | Złoty | Srebrny | Brązowy | Razem |
| ------- | ------------------------------- | ----- | ------- | ------- | ----- |
| 1.      | Czarni Sosnowiec                | 13    | 9       | 9       | 31    |
| 2.      | Śląsk Wrocław                   | 8     | 2       | 5       | 15    |
| 3.      | Unia Racibórz                   | 5     | 0       | 1       | 6     |
| 4.      | Checz Gdynia                    | 4     | 1       | 1       | 6     |
| 5.      | Medyk Konin                     | 4     | 10      | 6       | 20    |
| 6.      | Górnik Łęczna                   | 3     | 4       | 4       | 11    |
| 7.      | TKKF Stilon Gorzów Wielkopolski | 3     | 3       | 4       | 10    |
| 8.      | Pafawag Wrocław                 | 2     | 7       | 1       | 10    |
| 9.      | Piastunki Gliwice               | 2     | 0       | 1       | 3     |
| 10.     | Zagłębianka Dąbrowa Górnicza    | 2     | 2       | 1       | 5     |
| 11.     | GKS Katowice                    | 2     | 1       | 0       | 3     |
| 12.     | SMS Łódź                        | 1     | 1       | 1       | 3     |
| 13.     | Pogoń Szczecin                  | 1     | 0       | 1       | 2     |
| 14.     | Podgórze Kraków                 | 0     | 2       | 1       | 3     |
| 15.     | Iskra Mierzyn                   | 0     | 1       | 1       | 2     |
| 16.     | Telpod Kraków                   | 0     | 0       | 2       | 2     |
| 17.     | Gol Częstochowa                 | 0     | 1       | 0       | 1     |
| 17.     | Karolina Jaworzyna Śląska       | 0     | 1       | 0       | 1     |
| 17.     | Zagłębie Lubin                  | 0     | 1       | 0       | 1     |
| 20.     | AZS PWSZ Wałbrzych              | 0     | 0       | 1       | 1     |
| 20.     | Mitech Żywiec                   | 0     | 0       | 1       | 1     |
| 20.     | Polam Warszawa                  | 0     | 0       | 1       | 1     |
| 20.     | Savena Warszawa                 | 0     | 0       | 1       | 1     |
| 20.     | Sparta Złotów                   | 0     | 0       | 1       | 1     |
| 20.     | Walter Radom                    | 0     | 0       | 1       | 1     |
| 20.     | Warta Poznań                    | 0     | 0       | 1       | 1     |
| Łącznie | Łącznie                         | 50    | 46      | 46      | 142   |